# Luana Ruiz Díaz
Luana Ruiz Díaz (Santa Fe, Provincia de Santa Fe, Argentina) es una jugadora de fútbol argentina que integra el equipo de fútbol femenino de la Universidad Nacional del Litoral y fue parte de la Selección Femenina de Fútbol Argentino Sub-20.

## Trayectoria
Fue convocada en 2013 por Luis Nicosia, Director técnico de la Selección Femenina de Fútbol Argentino, para participar de la Selección Femenina Sub-20. En 2014, participó del Campeonato Sudamericano de Fútbol Femenino Sub-20, que se disputó del 13 al 31 de enero del año 2014 en la República Oriental del Uruguay. Actualmente juega como delantera en el equipo de fútbol femenino de la Universidad Nacional del Litoral. Su debut profesional fue en el Club Atlético Colón de Santa Fe.